# Saint-Pardoux-l’Ortigier
Saint-Pardoux-l’Ortigier település Franciaországban, Corrèze megyében. Lakosainak száma 486 fő (2022. január 1.). Saint-Pardoux-l’Ortigier Chanteix, Lagraulière, Perpezac-le-Noir, Sadroc, Saint-Bonnet-l’Enfantier és Saint-Germain-les-Vergnes községekkel határos.

## Népesség
A település népessége az elmúlt években az alábbi módon változott:
| Lakosok száma | 452  | 395  | 422  | 454  | 478  | 481  | 480  | 480  | 482  | 486  |
|               | 1968 | 1982 | 1990 | 2006 | 2013 | 2015 | 2017 | 2019 | 2020 | 2022 |